# Ekonomiåret 1954

## Händelser
- 1 januari - Riktpriser införs i Sverige, vilket innebär fri prissättning i affärerna.
- 2 februari - Ett nytt handelsavtal undertecknas mellan Sverige och Sovjetunionen, vilket fördubblar handelsutbytet länderna emellan.

## Födda
- 25 maj - Urban Bäckström, svensk nationalekonom och moderat politiker.[1]